# Insipidusni diabetes
Insipidusni diabetes ali diabetes insipidus (kraj. DI) je bolezen, za katero sta značilna izločanje velikih količin razredčenega seča (poliurija) in povečana žeja (polidipsija) Bolnik lahko dnevno odvede tudi 20 litrov seča. Zmanjšanje vnosa tekočine ima le majhen vpliv na koncentracijo seča. Kot zaplet se lahko pojavijo izsušitev in krči.
Obstajajo štiri vrste insipidusnega diabetesa, vsak z drugačnim vzrokom nastanka. Centralni insipidusni diabetes (CDI) je posledica premajhnih ravni hormona vazopresina oziroma antidiuretskega hormona, do česar pride zaradi propada hipotalamičnih nevrosekretornih nevronov, ki tvorijo in izločajo vazopresin. Lahko je pridobljen ali prirojen. Nefrogeni insipidusni diabetes (NDI) je posledica motnje na ravni ledvic, pri kateri se zbiralca ne odzivajo na vazopresin. Dipsogeni DI nastane zaradi motnje v mehanizmih za žejo, ki izvirajo iz hipotalamusa. Gestacijski DI se pojavlja le med nosečnostjo in je posledica prevelike razgradnje vazopresina z encimom vazopresinazo iz posteljice, po porodu pa izzveni. Diagnoza temelji na urinskem testu, krvnih preiskavah in testu dehidracije. Sladkorna bolezen (diabetes mellitus) je bolezen s povsem drugačnim mehanizmom nastanka, pri obeh pa se lahko pojavi nastajanje velikih količin seča (od tod tudi skupno ime). Pridevnik »insipidusen« pomeni tak, ki je brez okusa, »mellitus« pa sladek. Nekoč so namreč seč okušali, pri sladkorni bolezni je bil sladek, pri insipidusnem diabetesu pa ne, saj ne vsebuje glukoze.
Potrebno je uživanje dovoljšnjih količin tekočine, da ne pride do izsušitve (dehidracije), sicer pa je zdravljenje odvisno od tipa bolezni. Pri centralnem in gestacijskem DI se uporablja zdravljenje z dezmopresinom. Pri nefrogenem tipu bolezni se zdravi ledvični vzrok oziroma z uporabo tiazidov, aspirina ali ibuprofena. 
Vsako leto zbolijo za boleznijo okoli 3 ljudje na 100.000 prebivalcev. Centralni DI se praviloma pojavi med 10. in 20. letom starosti in se pojavlja pri obeh spolih z enako pogostnostjo. Nefrogeni DI se lahko pojavi pri katerikoli starosti.

## Znaki in simptomi
Značilna simptoma bolezni sta prekomerno izločanje seča (poliurija) in huda žeja s prekomernim pitjem tekočin (polidipsija); bolniki zlasti pijejo zelo mrzlo oziroma ledeno vodo. Oba simptoma se pojavljata tudi pri nezdravljeni sladkorni bolezni, vendar seč pri insipidusnem diabetesu ne vsebuje glukoze. Redko se pojavi zamegljen vid. Lahko pride tudi do izsušitve, saj telo ne more zadržati dovoljšnjih količin vode.
Močno povečano odvajanje seča se pojavlja ponoči in podnevi. Pri otrocih lahko vpliva na apetit, hranjenje, pridobivanje telesne mase in rast; pojavljajo se lahko vročina, driska in bruhanje. Odrasli bolniki so lahko desetletja brez drugih zdravstvenih težav, vse dokler lahko izgubo vode s sečem nadomeščajo s pitjem tekočine. Obstaja pa tveganje za izsušitev in hipokaliemijo (izgubo prevelikih količin kalija).